# Wolfgang Seidel (Musiker)

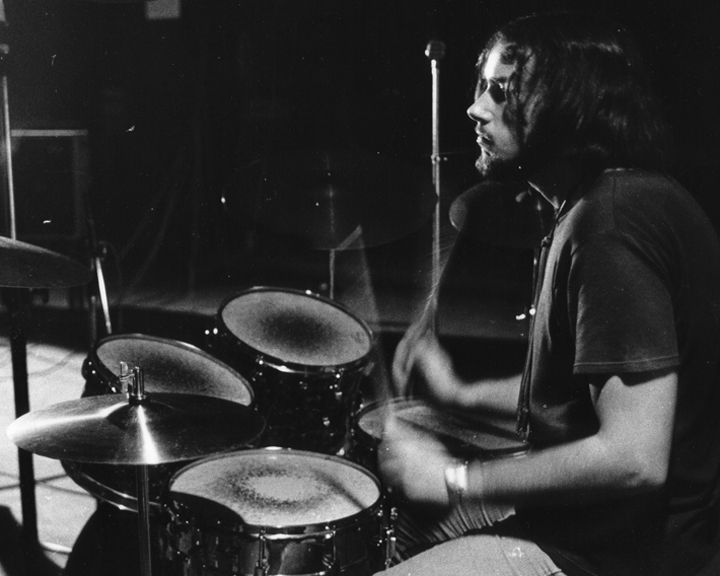
Wolfgang Seidel, 1970

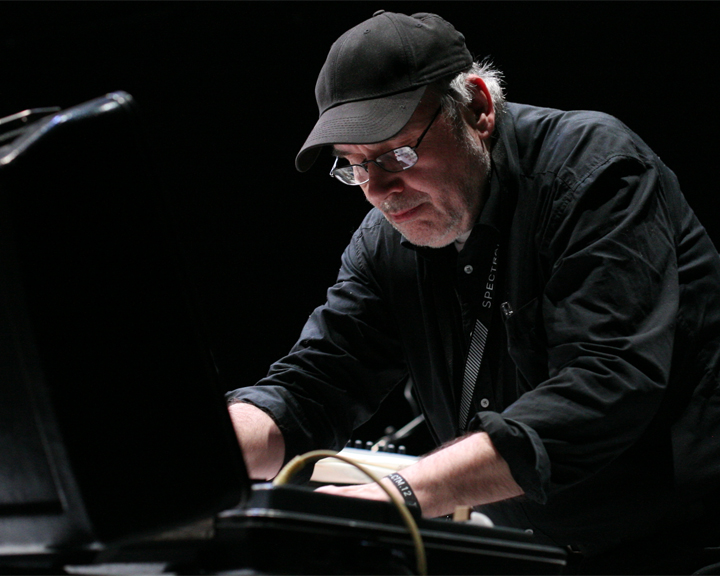
Wolfgang Seidel, 2013

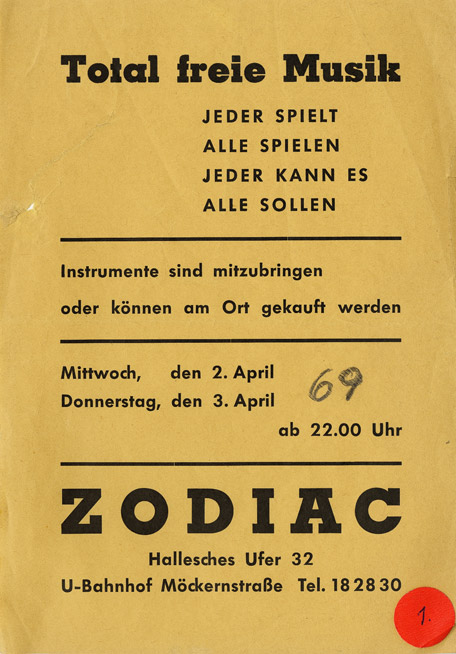
Eruption Konzert-Flyer 1969

Wolfgang Seidel (* 1949) ist ein deutscher Musiker der Avantgarde und Gründungsmitglied der deutschsprachigen Rockband Ton Steine Scherben. Seit 2005 ist er auch als Autor und Publizist tätig.

## Leben
Seidel wuchs in Berlin-Kreuzberg auf, wo er heute noch lebt. Mit 16 spielte er Schlagzeug in einer Beatband. 1970 war er Musiker beim Lehrlingstheater Rote Steine und Mitbegründer der daraus hervorgegangenen sozialkritischen Rockgruppe Ton Steine Scherben. Auf der 1971 erschienenen Single „Macht kaputt was euch kaputt macht“ und dem ersten Album „Warum geht es mir so dreckig?“ spielte er Schlagzeug. 1972 verließ er die Band und schloss sich der vom Joseph-Beuys-Schüler und Intermedia-Künstler Conrad Schnitzler gegründeten Gruppe Eruption an. Er sagte zu diesem Wechsel:
„Die Musik von Ton Steine Scherben hat mich nicht lange gefesselt. Deswegen verließ ich die Band schon früh. Viel mehr faszinierte mich der Musik-Performance-Club Zodiak Free Arts Lab des Beuys-Schülers Conrad Schnitzler. Das Zodiak bestand aus einem weißen und einem schwarzen, leeren Raum.“
Die Zusammenarbeit mit Schnitzler dauerte bis zu dessen Tod 2011. Auf den in den 1980er Jahren erschienenen Alben Consequenz I + II und Con3 war Seidel unter dem Künstlernamen Sequenza vertreten. Ebenfalls in diesem Zeitraum gründete er die Gruppe Populäre Mechanik. In den 1990er Jahren zog sich Seidel vorübergehend von der Musik zurück und verdiente seinen Lebensunterhalt als Grafiker. Seit der Jahrtausendwende ist er wieder aktiv als Schlagzeuger und Synthesizer-Spieler im Bereich der improvisierten Musik. Im Frühjahr 2005 erschien sein Buch über die „Scherben“. 2015 kam die CD „Five Eyes“ mit Alfred Harth heraus.

## Diskographie

### Mit Ton Steine Scherben
- Macht kaputt was euch kaputt macht (Single, 1970)
- Warum geht es mir so dreckig? (LP, 1971)
- Herr Fressack und die Bremer Stadtmusikanten (HCT & TSS, LP, 1973)
- Scherben IV (1981)

### Mit Alfred 23 Harth
- Five Eyes (CD, 2014, mit Nicole Van den Plas)
- Malcha (CD, 2016, mit Fabrizio Spera und Nicole Van den Plas)
- Nischen (CD, 2023, mit Günter Müller und Hans-Joachim Irmler)

### Mit Populäre Mechanik
- Scharfer Schnitt (Single, 1981)
- Populäre Mechanik (MC, 1982)
- Schlagt die Weissen mit dem gelben Keil (MC, 1983)
- Kollektion 03 (CD, LP, 2015)
- Hi-Fi Is Sweeping The Country (2018, aufgenommen 2005 und 2014, Edition Telemark 864.02)

### Mit Carrie
- Rising of Scorpio (EP, 1995)

### Mit Conrad Schnitzler
- Auf dem Schwarzen Kanal (1979) (EP)
- Con 3 (1980)
- Consequenz (1981)
- Consequenz II (1986)
- Vulcano (2009, recorded in 1971)
- Admira (2009, recorded in 1971)
- 10 kW/h (2010, recorded in 1973–1977)
- Consequenz 010B (MC, 2011, recorded in 2010 at Flughafen Tempelhof, Mirror Tapes MT008)
- Klusterstr. 69-72 (8 LP-Box, 2012)
- kWh 01/03 (2016, LP "a tribute to anthony braxton", mit Pyrolator, Kommissar Hjuler, Mama Baer u. a.)
- 4'33 - 0'33 = X (2016, LP "John Cage & Helmut Kohl", mit Kommissar Hjuler, Mama Baer, Franz Kamin u. a.)

### Mit Bernhard Wöstheinrich
- Kopfstein (2016)
- Kreuzberg Polyphony Session, Ep. 4 (2017) mit Volker Lankow (Percussion)

### Mit Anderen
- Julia Brüssel/ Frank Gratkowski/ Lothar Ohlmeier/ Wolfgang Seidel: Toc (Umland 2021)

## Veröffentlichungen
- Scherben – Musik, Politik und Wirkung der Ton Steine Scherben, 252 Seiten,[4] Ventil Verlag, Mainz 2005, Neuausgabe 2020, ISBN 978-3-95575-127-2.
- Zukunftsmusik, in Testcard 18, Regress, Ventil Verlag, Mainz 2009, ISBN 978-3-931555-17-7.
- Echtzeitmusik, in Testcard 20, Access Denied, Ventil Verlag, Mainz 2011, ISBN 978-3-931555-19-1.
- Rock and Roll und die Linke in Schritt für Schritt ins Paradies, Hrsg. Karsten Krampitz, Klaus Lederer, Karin Kramer Verlag 2013, ISBN 978-3-87956-374-6.
- Wir müssen hier raus! Krautrock, Free Beat, Reeducation 136 Seiten,[5] Ventil Verlag, Mainz 2016.